# Безконтактна тонометрија
Безконтактна тонометрија  (БКТ) или ваздушна тонометрија једна је од метода тонометрије којом се  мерење сталног притисак унутар ока или интраокуларног притиска (ИОП) обавља  преко меких контактних сочива. У овој методи  користи се брзи ваздушни пулс који апланира (изравнава) рожњачу. Апланација рожњаче се детектује путем електро-оптичког система, а сталног притисак унутар ока или интраокуларни притисак се процењује детекцијом силе ваздушног млаза у тренутку апланације. 
Безконтактна метода тонометрије показала се веома корисном и једино могућом методом код неких очних патологија, јер је  брза, лака, не захтева припрему пацијента и употребу анестетика и флуоресцеина као код ГАТ, и веома је комфорна за пацијенте што је чини корисном за скрининг. Безконтактна тонометрија је лако изводљива метода, када постоји потреба диктирана очном патологијом да се очни притисак мери неколико пута у току дана, јер приликом мерења  минимизира трауме код патoлошких стања рожњаче.
После Голдманове апланационе тонометрије ова метода се највише користи у свакодневној пракси и доступна је за већину клиника и ординација.

## Историја
Безконтактну методу тонометрије први је применио Гролман почетком 1970-их година.  Последњих година појавило се неколико новијих апарата који су повећали популарност ове врсте тонометрије.  Чини се да је новија врста јединица удобнија за пацијенте, као и да побољшава тачност (барем у поређењу са Голдманновом апланационом тонометријом (ГАТ)).  Један ових апрата има и софтвер који омогућава индикацију и мерење амплитуде пулса.

## Карактеристике методе
За мерење сталног притисак унутар ока или интраокуларног притиска (ИОП) преко меких контактних сочива безконтактном методом није потребна топикална анестезија и флуоресцеин, што је од значаја када постоји потреба да се неколико пута мери ИОП диктиран очном патологијом. Њом се минимизира трауме код патлошких стања рожњаче, па је могуће  мерење ИОП код ирегуларних рожњача, као и мерење ИОП без скидања терапијских сочива.
Безконтактни тонометар - Аir puff (дувач ваздуха), ради по принципу детекције силе ваздушног млаза у тренутку апланације (заравнавања или изравнавања) рожњаће, и тако  процењује интраокуларни притисак.
Добре стране методе
Значајна предност примене БКТ за мерење очног притиска је елиминација могућих опасности које могу да се јаве код контактне тонометрије, а то су:
- иритација и оштећење рожњаче,
- алергијска реакција на локални анестетик и флуоресцеин,
- ширење инфекције.[4]

Код ове методе тонометар врши апланацију рожњаче помоћу краткотрајног млаза ваздуха, не додирује рожњачу и једноставна је за примену. Када се на рожњачу усмери млаз ваздуха, он је деформише, рожњача се заравњује и у том тренутку понаша  као равно огледало које рефлектује зраке на детектор у тонометру. У тренутку максималне детекције 29 светлости, када је рожњача потпуно апланирана апарат сам искључује ваздушни млаз и очитава вредности очног притиска на дисплеју.  Време потрбно да ваздух апланира рожњачу је поропорционално висини ИОП. Када је апланација рожњаче комплетна, оптички сензор региструје вредности очног притиска које зависе од јачине силе која је потребна да би се апланирала рожњача. 
Бесконтактни тонометар је користан за програме скрининга јер њиме може управљати немедицинско особље, не захтева апсолутно локалну анестезију и нема директног контакта између инструмента и ока. 
Недостаци методе
БКТ  није погодна за мерење сталног притисак унутар ока (ИОП) код очију са ирегуларном рожњачом јер је тонометар дизајниран за јасне и глатке рожњче.
Безконтактна тонометрија показује задовољавајућу тачност унутар физиолошких вредности сталног притисак унутар ока, али постаје непоуздана код повишених врeдности притиска и код рожњача неправилних карактеристика.
Интраокуларни притисак измерен методом безконтактне тонометрије у просеку је једнак измереним вредностима сталног притисак унутар ока  измереног Голдмановим апланационим тонометром.
Тачност бесконтактног тонометра код пацијената након кератопластике је доведена у питање.
Иако се овом методом теоретски избегава потребу за стерилизацијом инструмента,  недавна студија је открила да ваздушни пуф производи аеросол сузавог филма који потенцијално може да садржи инфективни материјал.